# Cottarellia minima
Cottarellia minima is een vlokreeftensoort uit de familie van de Melitidae. De wetenschappelijke naam van de soort is voor het eerst geldig gepubliceerd in 1994 door Ruffo.